# Hungarosaurus
Hungarosaurus tormai
Genre
Espèce
Hungarosaurus est un genre éteint de dinosaures ornithischiens herbivores, un ankylosaurien de la famille des nodosauridés. Quatre squelettes partiels et désarticulés ont été découverts au début des années 2000 dans le massif montagneux de Bakony dans l'ouest de la Hongrie, dans la formation géologique de Csehbánya, datant du Crétacé supérieur (Santonien), soit il y a environ entre 85,7 à 83,6 millions d'années.
Une seule espèce est rattachée au genre : Hungarosaurus tormai, décrite par Attila Ősi en 2005.

## Étymologie
Le nom de genre Hungarosaurus est composé du nom en anglais de la Hongrie « Hungary », associé au grec ancien  « σαῦρος / saûros » qui signifie « lézard » pour donner « lézard de Hongrie ». Le nom d'espèce tormai honore le découvreur du site : András Torma.

## Découverte
On connaît quatre spécimens de  Hungarosaurus tormai , tous extraits de la carrière ouverte près du village de Iharkút, dans le comté de Veszprém, dans les monts Bakony de l'ouest de la Hongrie. La carrière expose la formation de Csehbánya déposée dans une plaine d'inondation chenalisée où se sont déposés principalement des argiles sableuses et des bancs de grès. Le spécimen désigné comme holotype est référencé MTM Gyn/404 et conservé dans les collections du Magyar Természettudományi Múzeum de Budapest (Hongrie). Il se compose de 450 os éparpillés retrouvés sur une surface d'environ 55 m2. Il s'agit de fragments du crâne (prémaxillaire, préfrontal gauche, lacrymal gauche, postorbitaire droit, jugal et quadratojugal, frontal gauche, ptérygoïde, vomer, os carré droit et un fragment de l'os carré gauche, basioccipital et un os hyoïde), une mandibule droite incomplète, trois vertèbres cervicales, six vertèbres dorsales, dix vertèbres caudales, des fragments de tendons ossifiés, trois côtes cervicales et treize dorsales, cinq chevrons, le scapulo-coracoïde gauche, l'omoplate droite, des parties du bras droit, un bassin partiel et plus de cent ostéodermes.
Les trois autres squelettes partiels sont moins complets et constituent des paratypes de l'espèce ; ils sont référencés MTM Gyn/405, MTM Gyn/40-6 et MTM Gyn/407.

## Description
C'est un nodosauridé couvert par une armure formée de plaques osseuses dermiques. Sa longueur totale est estimée entre 4 et 4,50 mètres,,. C'était un animal adapté à la course.
Le crâne retrouvé est fragmentaire. Une reconstitution, prenant en compte des comparaisons avec les crânes des genres Pawpawsaurus et Struthiosaurus, aboutit à une estimation de sa longueur entre 32 et 36 centimètres.

## Paléoécologie
Hungarosaurus a été découvert avec de nombreux autres fossiles d'animaux : poissons, amphibiens, tortues aquatiques, crocodiles, lézards et ptérosauriens, ainsi qu'un autre nodosauridé sympatrique cf. Struthiosaurus, décrit en 2013. Au Crétacé supérieur, l'Europe était un archipel constitué de nombreuses îles de tailles différentes, où vivaient des animaux terrestres présentant, du fait de l'insularité, des particularités écologiques comme une faible biodiversité, la prédominance des taxons primitifs et des changements de morphologies importants évoluant vers le nanisme.

## Classification
Les inventeurs d'Hungarosaurus en 2005 l'ont placé dans la famille des nodosauridés. Cette attribution n'a pas été remise en cause depuis.
En 2013, à la suite de la description du nouveau genre espagnol Europelta, James Kirkland et ses collègues créent la sous-famille des Struthiosaurinae, un petit clade dans lequel ils placent les quatre genres européens Anoplosaurus, Europelta, Struthiosaurus et Hungarosaurus.
Le cladogramme réalisé par Caleb Brown et ses collègues en 2017, à la suite de la description du genre Borealopelta, ne reprend pas cette subdivision. Hungarosaurus reste cependant proche d'Europelta :
- Nodosauridae
  - 
    - Sauroplites scutiger
    - Mymoorapelta maysi
    - Dongyangopelta yangyanensis

  - 
    - Gastonia burgei
    - 
      - Gargoyleosaurus parkpinorum
      - 
        - Polacanthus foxii
        - 
          - Peloroplites cedrimontanus
          - 
            - Sauropelta edwardsi
            - 
              - Nodosaurus textilis
              - 
                - Tatankacephalus cooneyorum
                - 
                  - Silvisaurus condrayi
                  - 
                    - Animantarx ramaljonesi
                    - 
                      - Hungarosaurus tormai
                      - 
                        - Europelta carbonensis
                        - 
                          - Pawpawsaurus campbelli
                          - Borealopelta markmitchelli

                    - 
                      - 
                        - Struthiosaurus austriacus
                        - Stegopelta landerensis

                      - 
                        - Panoplosaurus mirus
                        - 
                          - Edmontonia rugosidens
                          - Edmontonia longiceps
                          - Denversaurus schlessmani